# Ricardo Montaner (álbum)
Ricardo Montaner es el título del álbum debut de estudio homónimo oficial grabado por el cantautor venezolano Ricardo Montaner. Fue lanzado al mercado por la empresa discográfica TH-Rodven a finales de 1986. El álbum fue dirigido y producido por el cantautor ítalo-venezolano Pablo Manavello, cuenta con 10 canciones. Con este disco se dio a conocer en toda Venezuela y en algunos otros países de Sudamérica como Colombia, Argentina, Perú, Chile, entre otros. Con anterioridad, Ricardo Montaner había publicado en el mercado discográfico otros dos trabajos musicales que prácticamente pasaron desapercibidos.

## Grabación y lanzamiento
De este LP, el primer sencillo que se extrajo para la promoción en las emisoras de radio fue la canción «Yo que te amé», y tema principal de la telenovela venezolana de la cadena televisiva Venevisión Enamorada (1986), protagoniza por la actriz puertorriqueña-estadounidense Sully Díaz y Carlos Olivier. Seguido a este primer éxito, se promocionaron también a nivel de radio, temas como «Vamos a dejarlo», también de otra telenovela venezolana de la cadena televisiva Venevisión Esa muchacha de ojos café (1986-1987), protagonizada por Alba Roversi y Carlos Olivier. «Ojos negros» y «Extraño sentimiento», canciones que no solo mantuvieron a Montaner, sonando durante varias semanas, en los primeros puestos de las canciones más solicitadas radialmente, sino que también hicieron de este primer disco uno de los más vendidos para ese momento; otras canciones del repertorio de esta misma producción musical, también sonaron en radio a pesar de no haber sido seleccionadas por la disquera para ser lanzados como sencillos, con lo que prácticamente, se puede decir que todas las canciones el álbum se dieron a conocer.
Algunos de los temas que conforman el álbum son originalmente cantados en otros idiomas (italiano y portugués), los cuales Ricardo Montaner adaptó al idioma castellano. Cuando TH-Rodven adoptó la edición de sus grabaciones en formato de disco compacto, este álbum fue remasterizado digitalmente. En la actualidad, esta grabación no está disponible.

## Lista de canciones
| Ricardo Montaner |                                             |                                                                             |          |  |
| N.º              | Título                                      | Escritor(es)                                                                | Duración |  |
| 1.               | «Uno del otro» (Uno sull'altro)             | Piero Armenise · Marco Antonio Armenise Adapt: al español: Ricardo Montaner | 4:35     |  |
| 2.               | «Vamos a dejarlo»                           | Fernando Osorio                                                             | 3:57     |  |
| 3.               | «Necesito de ti»                            | Pablo Manavello                                                             | 3:36     |  |
| 4.               | «Yo que te amé»                             | Juan Carlos Pérez Soto                                                      | 5:24     |  |
| 5.               | «Dáme una mañana» (As far as I'm concerned) | Billy Alessi Adapt: al español: Ricardo Montaner                            | 3:38     |  |
| 6.               | «Ojos negros» (Occhi neri)                  | Rosalino Cellamare Adapt: al español: Ricardo Montaner                      | 3:28     |  |
| 7.               | «Extraño sentimiento» (Strano sentimiento)  | Alberto Salermo · Renato Brioschi Adapt: al español: Ricardo Montaner       | 3:53     |  |
| 8.               | «No me quites tu amor»                      | Leonardo Lovero · Pablo Manavello                                           | 3:31     |  |
| 9.               | «Afortunados» (Beati noi)                   | Rosalino Cellamare Adapt: al español: Ricardo Montaner                      | 4:11     |  |
| 10.              | «En ti»                                     | José María Purón                                                            | 4:36     |  |
| 40:55            |                                             |                                                                             |          |  |

La información acerca de algunos de los títulos originales y nombres completos de los autores ha sido recuperada de Internet y no siempre figuró correcta o completamente en los álbumes en LP.

## Datos del álbum
- Producido por Sono-Rodven Discos.
- Producción: Pablo Manavello.
- Voz: Ricardo Montaner.
- Teclados y programación de batería electrónica: Willie Croes.
- Guitarras: Pablo Manavello.
- Coros: José Manuel Arria, Carlos Pucci, Nucho Bellomo, Leonardo Lovera, Guillermo Carrasco, Frank Quintero y Pablo Manavello.
- Arreglos: Pablo Manavello.
- Grabado y mezclado en: Estudios Audio Uno en (Caracas, Venezuela).
- Técnico de grabación y mezcla: Nucho Bellomo.
- Técnico asistente: Alejandro Rodríguez.
- Diseño Gráfico: Creatidea.
- Fotos: Fabrizio Patasse.

© MCMLXXXVI. Universal Music (Venezuela). S.A.